# John Albano
John F. Albano (né le 12 septembre 1922 et mort le 23 mai 2005 à Orlando) est un scénariste de bande dessinée et dessinateur de comics américain. Sa principale création est le personnage de Jonah Hex qui était à l'origine un personnage de western mais qui s'est plus tard retrouvé dans un monde futuriste.

## Prix
- 1971 : Prix Shazam du meilleur scénariste humoristique
- 1973 : Prix Shazam du meilleur récit pour « The Demon Within », dans House of Mystery no 201 (avec Jim Aparo)